# Албо I (Вербано-Кузио-Осола)
Албо I (итал. Albo I) је насеље у Италији у округу Вербано-Кузио-Осола, региону Пијемонт.
Према процени из 2011. у насељу је живело 229 становника. Насеље се налази на надморској висини од 209 м.